# Družina Flora
Družina Flora je družina asteroidov, ki se nahajajo v notranjem delu glavnega asteroidnega pasu. 
Asteroidi te družine spadajo v  skupino asteroidov tipa S (asteroidi, ki vsebujejo silicij, po sestavi so podobni kamnitim meteoritom). Okoli 4 do 5 % vseh asteroidov glavnega asteroidnega pasu pripada tej družini. Meje te družine niso dobro določene, ker se nahaja osrednji in največji asteroid družine 8 Flora na njenem robu. Včasih so to družino imenovali tudi družina Ariadna. 

## Značilnosti
Največji asteroid te družine je 8 Flora, ki je dal družini tudi ime. Ima 140 km v premeru. Vsebuje pa okoli 80 % vse mase družine. Ob trku, ki je povzročil nastanek družine, je bilo starševsko telo zdrobljeno. Asteroid Flora je verjetno samo skupek delcev, ki so nastali ob trku. Velik del ostanka starševskega telesa je pozneje razpadel zaradi medsebojnih trkov. Tako verjetno asteroid Flora vsebuje samo 57 % začetne mase starševskega telesa oziroma 80 % vse mase sedanje družine. Meje družine je težko natančno določiti, ker gostota njenih članov postopoma pada proti mejam. Na splošno je v tem delu prostora velika gostota teles, ki je ponekod precej neenakomerna. To je verjetno posledica trkov med telesi. Posamezne skupine asteroidov imenujemo tudi asteroidni rodovi (klani). Zanimivo je, da sta dva člana, ki sta med največjimi, (8 Flora in 43 Ariadna) na robu področja, ki ga družina zavzema. Člani družine Flora so po vsej verjetnosti starševska telesa za L hondrite, ki sestavljajo okoli 38 % vseh meteoritov, ki padejo na Zemljo. To potrjuje dejstvo, da je družina zelo blizu nestabilnega področja ν6 sekularne resonance. Tudi spektralne lastnosti L hondritov odgovarjajo lastnostim asteroidov družine Flora.
Družina Flora je ena izmed petih družin Hirajama, ki jih je kot družino definiral že japonski astronom Kijocugu Hirajama v letu 1918.    

Z analizo HCM (Hybrid Clustering Method ali hibridna metoda grupiranja) je Vincenzo Zappalà v letu 1995 določil velikost osrednje skupine asteroidov, ki imajo naslednje lastne elemente tirnice
- velika polos (ap) je med 2,17 in 2,33 a.e.
- izsrednost tira (ep) je med 0,109 in 0,1
- naklon tirnice (ip) je med 2,4 in 6,9°

Elementi oskulacijske tirnice pa so (v času sedanje epohe):
- velika polos (a) je med 2,17 in 2,33 a.e.
- izsrednost tira (e) je med 0,053 in 0,224
- naklon tirnice (i) je med 1,6 in 7,7°

Analiza, je tudi pokazala, da družina vsebuje 604 telesa v osrednjem delu. Poznejše raziskave (leto 2005 ) so pokazale, da je v označenem pravokotniku na sliki zgoraj 7438 asteroidov. Vključeni sta tudi družini Vesta in Nisa. Po grobi oceni pa bi lahko rekli, da družina Flora sama vsebuje od 4000 do 5000 teles. To je okoli od 4 do 5% vseh asteroidov iz glavnega asteroidnega pasu.
Asteroid 951 Gaspra je leta 1991 obiskala tudi vesoljska sonda Galileo na svoji poti proti Jupitru. Tako je postal ta asteroid eden izmed najbolj raziskanih asteroidov. Ugotovili so, da bi lahko bila starost družine okoli 200 milijonov let.

## Vsiljivci
Pričakovali bi, da družina vsebuje veliko število «vsiljivcev»
(to so asteroidi, ki niso nastali ob istem trku ostali člani). V resnici so našli samo nekaj takih asteroidov. Težko jih je pa ločiti od ostalih asteroidov, ker je v tem delu prostora veliko asteroidov, ki spadajo v spektralni tip S. Vsi, ki so jih našli so majhni. Med njimi so 298 Baptistina, 2093 Genišesk, 2259 Sofjevka, 2952 Lilipucija, 3533 Toyota, 3850 Peltier, 3875 Staehle, 4278 Harvey, 4396 Gressmann in 4750 Mukai.